# Kuźminskoje (rejon ust-kubiński)
Kuźminskoje (ros. Кузьминское) – wieś w Rosji, w rejonie ust-kubińskim obwodu wołogodzkiego. W 2021 r. była niezamieszkana.